# Edward Stehlik

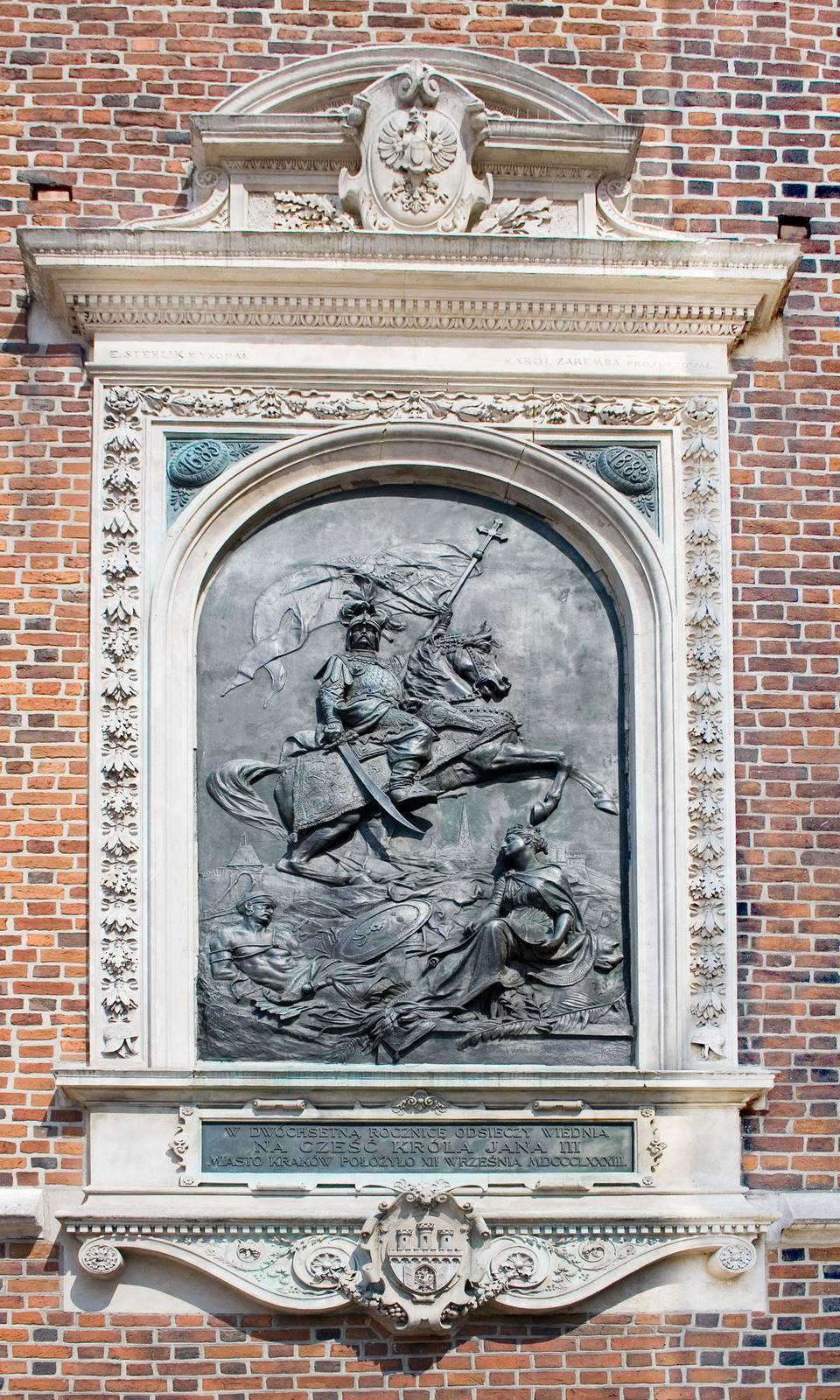
Oprawa kamienna tablicy Piusa Welońskiego autorstwa E.Stehlika

Edward Stehlik (ur. 4 lutego 1825 w Krakowie, zm. 21 września 1888 tamże) – rzeźbiarz, właściciel zakładu kamieniarskiego, który prowadził wraz z bratem Zygmuntem. Był synem Józefa Stehlika i Teresy z Kremerów. Studiował w krakowskiej Szkole Sztuk Pięknych u Karola Ceptowskiego. Tworzył w stylu neogotyckim, neoromańskim. Zakład braci Stehlików brał udział we wszystkich ważniejszych pracach kamieniarskich i dekoracyjnych w Krakowie. W latach 1852–1864 pracował przy renowacji kościoła św. Katarzyny, przy remoncie Sukiennic. W 1861 zrealizowano neogotyckie ołtarze w kościele Franciszkanów.
Wykonał pomnik-obelisk Floriana Straszewskiego odsłonięty na krakowskich Plantach w 1874 oraz kilkaset pomników nagrobnych na cmentarzu Rakowickim, a także pomnik chrzanowskiego aptekarza Bartłomieja Sporysza pochowanego na cmentarzu parafialnym w Chrzanowie. Opracował wzornik pomników nagrobnych i epitafiów. Na zamówienie społeczne wykonał grobowce weteranów powstania listopadowego i styczniowego. Pochowany został na cmentarzu Rakowickim w Krakowie, w grobowcu rodzinnym, w kwaterze VIII, a w kościele św. Anny upamiętniony epitafium ufundowanym przez żonę.